# Bitwa pod Fleurus (1690)
Bitwa pod Fleurus – starcie zbrojne, które miało miejsce 1 lipca 1690 podczas wojny palatynackiej 1688-1697.

## Manewry przed walką
Sprzymierzeni (Holendrzy, Hiszpanie, Anglicy i Niemcy) pod wodzą Waldecka (38 tys. żołnierzy i 50 dział) oczekiwali na północny zachód od Charleroi na wojska brandenburskie. Dowodzący armią francuską marszałek Luxembourg (35 tys. żołnierzy i 70 dział) pragnąc udaremnić ten zamiar przeszedł Sambrę na wschód od Charleroi i odrzucił kawalerię sprzymierzonych. Waldeck cofnął się na wschód i zajął pozycje między Heppignies a St.Amand. Pozycja, którą zajął, robiła wrażenie bardzo mocnej. Z przodu naturalną przeszkodę stanowiły bagniste strumienie, natomiast każde ze skrzydeł oparte zostało o wieś. Sprzymierzeni uszykowani zostali w dwóch rzutach i ze słabym odwodem. Cała armia Waldecka obrócona była frontem na południe. Luxembourg postanowił zaatakować jednocześnie zarówno centrum, jak i oba skrzydła nieprzyjaciela. Prawe skrzydło francuskiej kawalerii miało przejść pod osłoną lasów, domów i naturalnych zagłębień terenu do Wangenies, gdzie powinno połączyć się z frontalnym natarciem francuskim, aby okrążyć prawe skrzydło armii Waldecka. Luxembourg rozwinął część swych sił naprzeciw frontu sprzymierzonych, a z resztą sił zaczął obchodzić ich lewe (wschodnie) skrzydło. Ruszył osobiście z prawym skrzydłem kawalerii oraz pewną liczbą piechoty i artylerii. Posuwając się drogą przez Ligny i Les Trois Burettes, kryjąc się przy tym w wysoko rosnącym zbożu, dokonał głębokiego obejścia lewego skrzydła nieprzyjaciela.

## Bitwa
O godzinie 8 od silnego ognia artylerii obu wojsk rozpoczęła się bitwa. Francuzi, pomimo ciężkich strat zadawanych im przez artylerię sprzymierzonych, utrzymywali swe pozycje. Trzy godziny później Waldeck odkrył ze zdumieniem, że na tyłach jego wojsk pojawiła się uformowana długa linia wojsk francuskich. Natychmiast przesunął do tyłu przeciw grupie obchodzącej część swojej drugiej linii i odwód, aby przeciwstawić się nadchodzącemu niebezpieczeństwu. Podczas tego manewru atakujący od tyłu Luxembourg zamknął przerwę dzielącą go od sił atakujących od frontu przez umieszczenie piechoty koło Wageneies, między bateriami artylerii a sąsiadującymi wzgórzami. Ogień artylerii francuskiej podzielił armię nieprzyjacielską na dwie połowy. Prawe skrzydło francuskie wraz z centrum powoli spychało przeciwnika wychodząc na tyły jego frontu. Pod krzyżowym ogniem dział francuskich sprzymierzeni ponieśli ciężkie straty. O godzinie 13 Luxembourg wydał rozkaz generalnego ataku na całej swojej linii. Rozproszył szarżującą na niego kawalerię i przepędził holenderską piechotę do St. Amand, gdzie została otoczona. Centrum i lewe skrzydło armii francuskiej miały mniej szczęścia, gdyż zginął ich dowódca Generał Porucznik Jean Christophe, comte de Gournay, jeden z najlepszych oficerów kawalerii w służbie francuskiej. Waldeck pragnąc wykorzystać ten chwilowy sukces wysłał część swych sił na swoje prawe skrzydło w kierunku St. Amand, które mimo to podzieliło los lewego skrzydła. Bitwa była rozstrzygnięta. Tylko czwarta część kawalerii i 14 batalionów piechoty (Anglicy i Holendrzy) pozostało nietkniętych. Waldeck nic już nie mógł zrobić. Sformowany został wielki kwadrat piechoty wraz z resztką towarzyszącej kawalerii (Francuska kawaleria, spragniona rewanżu za śmierć swego dowódcy Gournaya, wycięła niemal całą jazdę nieprzyjaciela). Kwadrat wojsk sprzymierzonych powoli i w doskonałym porządku wycofał się na bezpieczne pozycje powyżej miejscowości Mellet. W tym czasie Francuska jazda po pościgu wróciła do obozu wraz ze zdobytymi trofeami i grupą 8 tys. jeńców.

## Straty
Sprzymierzeni stracili 19 tys. ludzi (6 tys. zabitych, 5 tys. rannych, 8 tys. jeńców), oraz 48 dział, Francuzi 6 tys. ludzi (3 tys. zabitych i 3 tys. rannych), wśród nich Gournay i dowódca artylerii Berbier du Metz. Prosto z pola bitwy marszałek Luxembourg wysłał 150 zdobytych sztandarów do katedry Notre Dame.